# Шавантис
Шавантис (порт. Chavantes) — муниципалитет в Бразилии, входит в штат Сан-Паулу. Составная часть мезорегиона Ассис. Входит в экономико-статистический микрорегион Ориньюс. Население составляет 12 544 человека на 2006 год. Занимает площадь 188,212 км². Плотность населения — 66,6 чел./км².

## История
Город основан в 1887 году.

## Статистика
- Валовой внутренний продукт на 2003 составляет 188 082 312,00 реалов (данные: Бразильский институт географии и статистики).
- Валовой внутренний продукт на душу населения на 2003 составляет 15 188,75 реала (данные: Бразильский институт географии и статистики).
- Индекс развития человеческого потенциала на 2000 составляет 0,776 (данные: Программа развития ООН).

## География
Климат местности: субтропический. В соответствии с классификацией Кёппена, климат относится к категории Cfb.